# Устюжанін Яків Маркович
Я́ків Ма́ркович Устюжа́нін (рос. Яков Маркович Устюжанин; 1918 — 16 травня 1942) — радянський військовик часів Другої світової війни, командир взводу 260-ї окремої розвідувальної роти 188-ї стрілецької дивізії, молодший лейтенант. Герой Радянського Союзу (1942).

## Життєпис
Народився в селі Устюжаніно, нині Ординського району Новосибірської області Російської Федерації.
У лавах РСЧА з 1939 року. На фронтах німецько-радянської війни з червня 1941 року. Воював на Північно-Західному фронті. Кандидат у члени ВКП(б).
У січні 1942 року в районі села Липовиці (Псковська область), ведучи розвідку боєм, був взятий у полон німецький солдат, який дав цінні свідчення. 9 травня того ж року взвод під керівництвом Я. М. Устюжаніна, перебуваючи на острові на річці Ловать, виявив ворожий десант, який відкрив кулеметний і автоматний вогонь по розвідникам. Завдяки вмілим діям командира взводу і правильній розстановці сил супротивник був змушений відступити, залишивши до 25 солдатів вбитими.
16 травня 1942 року перед взводом молодшого лейтенанта Я. М. Устюжаніна командуванням було поставлене завдання: на човнах форсувати водну перешкоду, висадитись на протилежний беріг і, рухаючись болотом, дістатись шляху зі Старої Русси на Взвад і влаштувати там засідку з метою захоплення «язика» і документів. Перебуваючи на чолі групи з 12 червоноармійців, здійснив напад на колону німців чисельністю до роти, що рухалась шляхом з Отвидіно на Стару Руссу. Загинув під час бою.
Після закінчення війни перепохований у братній могилі на Симоновському кладовищі міста Стара Русса Новгородської області.

## Нагороди
Указом Президії Верховної Ради СРСР від 21 липня 1942 року «за зразкове виконання бойових завдань командування на фронті боротьби з німецькими загарбниками та виявлені при цьому відвагу і героїзм» молодшому лейтенантові Устюжаніну Якову Марковичу присвоєне звання Героя Радянського Союзу.

## Вшанування пам'яті
До 2024 року вулиця Офіцерська у місті Первомайську Миколаївської області носила ім'я Якова Устюжаніна. Його ім'ям також названі вулиці у місті Стара Русса і селі Устюжаніно.